# Wilhelm Murrmann

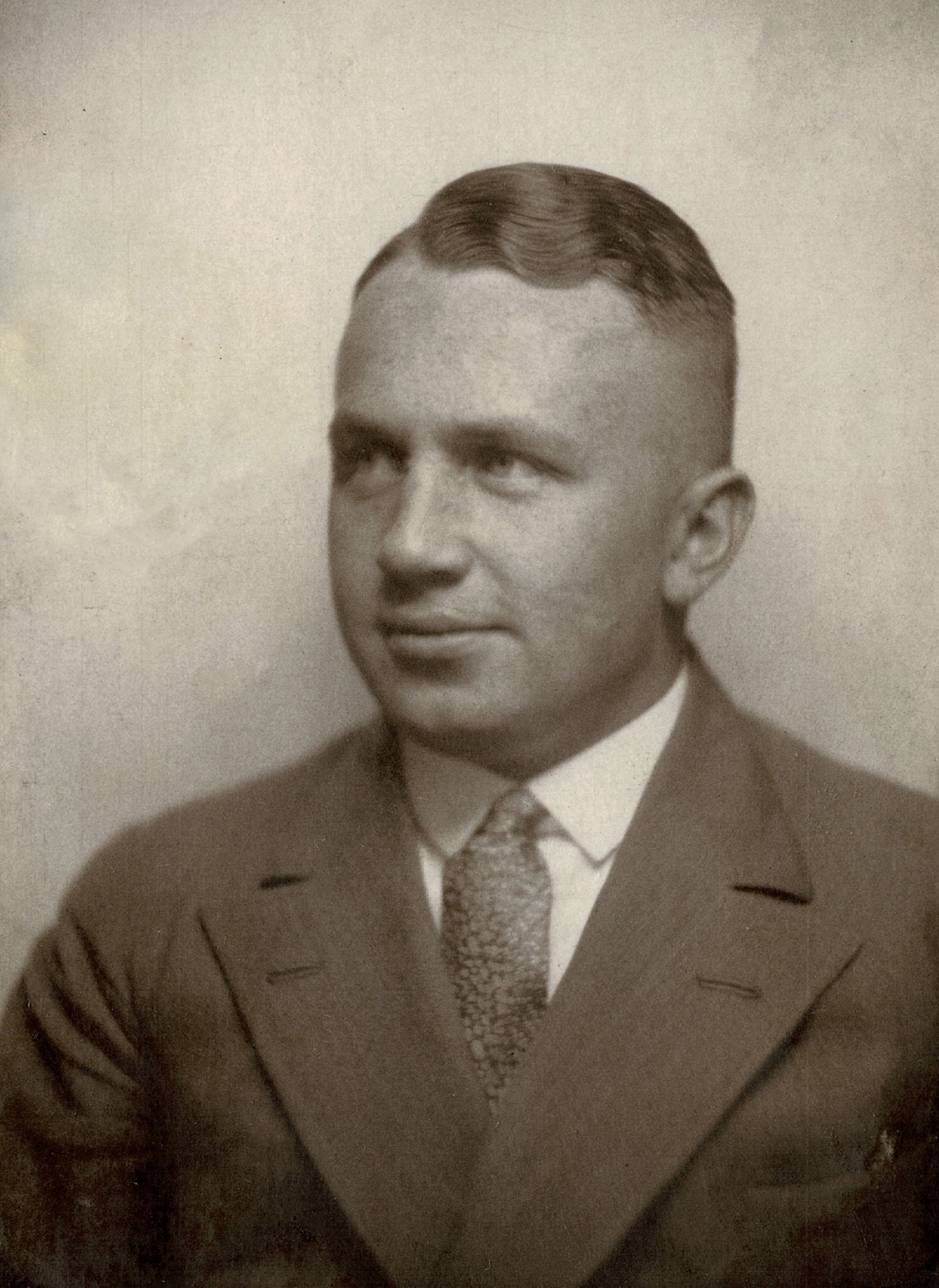
Wilhelm Murrmann (1929)

Wilhelm Murrmann (* 24. September 1907 in Kulmbach; † 20. Oktober 1975 ebenda) war ein deutscher Rechtsanwalt und Kommunalpolitiker (Freie Wählergemeinschaft).

## Werdegang
Murrmann studierte an der Friedrich-Alexander-Universität Erlangen Rechtswissenschaft. 1927 wurde er im Corps Baruthia recipiert. Er ließ sich als Rechtsanwalt in Kulmbach nieder. Vom 19. Januar 1959 bis zum 15. Januar 1971 war er Oberbürgermeister seiner Vaterstadt. 

## Ehrungen
- Bandverleihung des Corps Bavaria Würzburg (1958)[1]
- Verdienstorden der Bundesrepublik Deutschland, Bundesverdienstkreuz 1. Klasse (1972)